# Banat Air-vlucht 166
Banat Air-vlucht 166 (registratienummer: YR-AMR) was een vlucht tussen Verona & Timișoara op 13 december 1995. Deze vlucht werd uitgevoerd met een Antonov An-24 die verongelukte.
De An-24 stortte neer bij het opstijgen door 3 ton overgewicht en als gevolg van ijs dat zich op de vleugels nestelde, hierbij kwamen 49 mensen om het leven (waarvan 41 passagiers & 8 bemanningsleden). Het was het 116e ongeluk met een Antonov An-24.

## Het ongeluk
Om 19:30 lokale tijd stond het vliegtuig op baan 23, maar zware omstandigheden deden de vlucht vertragen.
Bij het opstijgen was de temperatuur onder het vriespunt gezakt. Kort na het opstijgen bereikte het toestel zijn maximale snelheid. Door een beweging naar rechts daalde de luchtsnelheid extreem, daarom besloot de piloot het toestel naar beneden te sturen om snelheid te maken. De bemanning probeerde hierna om de neus weer omhoog te krijgen, alleen daalde de snelheid aanzienlijk en het vliegtuig kwam in een dwarshelling van 67 graden. De piloten waren niet in staat om controle over het vliegtuig terug te krijgen. Het toestel kwam in aanraking met de grond en barstte uiteen, vlak daarna vloog het toestel in brand.

## Onderzoek
Onderzoekers concludeerden dat er meerdere oorzaken waren voor het ongeluk, met verstand van de verstoring van de luchtstroom over de vleugels als gevolg van ijsvorming op de vleugels, te wijten aan het feit dat de piloot zijn toestel niet de-iced had. De onderzoekers hebben ook vastgesteld dat ruimtelijke desoriëntatie en het feit dat het vliegtuig overbelast was meespelen als oorzaak van dit ongeval.